# Morinda angustifolia
Morinda angustifolia là một loài thực vật có hoa trong họ Thiến thảo. Loài này được Roxb. mô tả khoa học đầu tiên năm 1815.